# 联邦大道桥
联邦大道桥（Commonwealth Avenue Bridge）是澳大利亞堪培拉两座平行的混凝土公路桥，横跨伯利·格里芬湖，公路橋兩端分別為喜美和帕克斯。公路橋於1963年11月建成開放。